# Сања Вулић
Сања Вулић (Сарајево, 15. август 1988) српски је политичар и професор. Садашњи је посланик у Представничком дому Парламентарне скупштине Босне и Херцеговине и функционер Савеза независних социјалдемократа (СНСД). Бивши је предсједник Скупштине града Добој. Радила је као професор разредне наставе.

## Биографија
Сања (Трифко) Вулић је рођена 15. августа 1988. године у Сарајеву, СФРЈ. По занимању је професор разредне наставе. 
Функционер је Савеза независних социјалдемократа (СНСД) и тренутно је члан Предсједништва и Главног одбора и члан Градског одбора Добој. Бивши је предсједник Младих социјалдемократа (МСД) у Добоју.
За одборника у Скупштини града Добој бирана је 2012. и 2016. године. У оба мандата је била предсједник Клуба одборника СНСД. Након што су Обрен Петровић и Борис Јеринић стали на чело добојског СНСД, дана 28. маја 2019. изабрана је за предсједника Скупштине града. Од 16. јануара 2020. посланик је у Представничком дому Парламентарне скупштине Босне и Херцеговине.